# آخر خوشگل‌ها (فیلم)
آخر خوشگل‌ها (به انگلیسی: Drop Dead Gorgeous) فیلمی محصول سال ۱۹۹۹ و به کارگردانی مایکل پاتریک جان است. در این فیلم بازیگرانی همچون کریستی آلی، الن بارکین، کیرستن دانست، دنیس ریچاردز، سام مک‌موری، میندی استرلینگ، بریتانی مورفی، ایمی آدامز، الکساندرا هولدن، مت مالوی، ویل ساسو، نورا دان، ادام وست، پتی یاسوتاکه، ماتسودا سیکو، آماندا دتمر، توماس لنون، سامانتا هریس ایفای نقش کرده‌اند.